# رسوایی ترامپ–اوکراین
رسوایی ترامپ و اوکراین یک رسوایی سیاسی ایالات متحده بود که از کشف تلاش‌های دونالد ترامپ رئیس‌جمهور ایالات متحده برای وادار کردن اوکراین و سایر کشورها به ارائه روایت‌های مخرب در مورد جو بایدن نامزد ریاست جمهوری ۲۰۲۰ حزب دموکرات و ارائه اطلاعات نادرست در رابطه با دخالت روسیه در انتخابات ۲۰۱۶ ایالات متحده آمریکا ناشی شد. ترامپ در داخل و خارج از دولت رسمی خود از جانشینانی از جمله وکیل شخصی خود رودی جولیانی و دادستان کل ویلیام بار برای فشار بر اوکراین و سایر دولت‌های خارجی برای همکاری در حمایت از تئوری‌های توطئه در مورد سیاست آمریکا استفاده کرد. ترامپ از پرداخت بسته کمک نظامی ۴۰۰ میلیون دلاری کنگره جلوگیری کرد تا بتواند از ولودیمیر زلنسکی، رئیس‌جمهور اوکراین همکاری کند. ترامپ پس از اطلاع از شکایت یک افشاگر دربارهٔ فعالیت‌هایش در اوکراین، پیش از اینکه این شکایت توسط کنگره یا مردم شناخته شود، این کمک‌ها را منتشر کرد. تعدادی از تماس‌ها میان کاخ سفید و دولت اوکراین برقرار شد که به تماس تلفنی ترامپ و زلنسکی در ۲۵ ژوئیه ۲۰۱۹ ختم شد.
این رسوایی در اواسط سپتامبر ۲۰۱۹ به دلیل شکایت یک افشاگر در اوت ۲۰۱۹ مورد توجه عموم قرار گرفت این شکایت نگرانی‌هایی را در مورد استفاده ترامپ از اختیارات ریاست جمهوری برای درخواست دخالت خارجی در انتخابات ریاست جمهوری آمریکا در سال ۲۰۲۰ ایجاد کرد. کاخ سفید چندین اتهام مطرح شده توسط افشاگر را تأیید کرد. رونوشت غیرکلامی تماس ترامپ و زلنسکی تأیید کرد که ترامپ درخواست تحقیقات در مورد جو بایدن و پسرش هانتر بایدن و همچنین یک تئوری توطئه مربوط به سرور کمیته ملی دموکرات‌ها را داشته‌است، درحالی که مکرراً از زلنسکی خواسته‌است تا با جولیانی و بار در این زمینه همکاری کند. مسائل کاخ سفید همچنین تأیید کرد که سابقه تماس در یک سیستم بسیار محدود ذخیره شده‌است.
میک مولوینی، سرپرست سابق ستاد کل نیروهای مسلح، با اشاره به نظریه رد شده‌ای مبنی بر اینکه اوکراینی‌ها روسیه را به دلیل هک کردن سیستم کامپیوتری DNC متهم می‌کنند، گفت یکی از دلایلی که ترامپ از کمک نظامی به اوکراین خودداری کرد، "فساد مربوط به سرور DNC" اوکراین بود. ترامپ همچنین علناً از اوکراین و چین خواسته‌است که دربارهٔ بایدن تحقیق کنند. بیل تیلور، دیپلمات ارشد دولت ترامپ در اوکراین، شهادت داد که به او گفته شده بود که کمک نظامی آمریکا به اوکراین و دیدار ترامپ و زلنسکی در کاخ سفید مشروط به اعلام علنی تحقیقات زلنسکی دربارهٔ بایدن‌ها و ادعای دخالت اوکراین در انتخابات ۲۰۱۶ آمریکا بوده‌است. گوردون ساندلند سفیر ایالات متحده در اتحادیه اروپا شهادت داد که او با جولیانی به دستور ترامپ کار کرده‌است تا توافقی با دولت اوکراین ترتیب دهد.
در ۲۴ سپتامبر ۲۰۱۹، مجلس نمایندگان تحقیقات رسمی استیضاح ترامپ را به رهبری شش کمیته مجلس نمایندگان آغاز کرد. در ۳۱ اکتبر ۲۰۱۹، مجلس نمایندگان به تصویب دستورالعمل مرحله بعدی تحقیقات استیضاح رأی داد. ترامپ به اتهام سوءاستفاده از قدرت خود و ایجاد مانع در کنگره استیضاح شد، اما توسط سنا تبرئه شد.
در ۳ دسامبر ۲۰۱۹، به عنوان بخشی از تحقیقات استیضاح، کمیته اطلاعات مجلس نمایندگان گزارشی ۳۰۰ صفحه‌ای منتشر کرد که در آن توضیح داد: «تحقیقات استیضاح دریافته است که پرزیدنت ترامپ، شخصاً و از طریق عواملی در داخل و خارج از دولت ایالات متحده اقدام به مداخله یک دولت خارجی، اوکراین، به نفع انتخاب مجدد خود کرده‌است. در ادامه این طرح، رئیس‌جمهور ترامپ اقدامات رسمی را مشروط کرد به اعلان عمومی رئیس‌جمهور جدید اوکراین، ولودیمیر زلنسکی، در مورد تحقیقات با انگیزه سیاسی، از جمله تحقیقات در مورد جو بایدن، یکی از مخالفان سیاسی داخلی ترامپ. پرزیدنت ترامپ با فشار بر رئیس‌جمهور زلنسکی برای اجرای خواسته خود، جلسه کاخ سفید را که به شدت به دنبال آن بود، متوقف کرد. توسط رئیس‌جمهور اوکراین، و کمک‌های نظامی حیاتی ایالات متحده برای مبارزه با تجاوز روسیه در شرق اوکراین.» : ۸ در ژانویه سال ۲۰۲۰، اداره پاسخگویی دولت، یک نهاد نظارتی غیرحزبی، به این نتیجه رسید که کاخ سفید با خودداری از کمک نظامی مورد تأیید کنگره به اوکراین، قانون فدرال را زیر پا گذاشته‌است.